# Jack Nunge
John Richard "Jack" Nunge (Newburgh, Indiana; 20 de febrero de 1999) es un baloncestista estadounidense que pertenece a la plantilla del ESSM Le Portel de la LNB Pro A, la primera división francesa. Con 2,13 metros de estatura, juega en la posición de ala-pívot.

## Trayectoria deportiva

### Universidad
Jugó tres temporadas con los Hawkeyes de la Universidad de Iowa, en las que promedió 6,1 puntos, 3,8 rebotes y 1,2 asistencias por partido. Optó por no jugar en la temporada 2019-19 para centrarse en ganar fuerza y mejorar sus habilidades. A su regreso, en su quinto partido como estudiante de segundo año, sufrió una rotura del ligamento cruzado anterior de la rodilla derecha, lo que lo obligó a perderse el resto de la temporada.
En 2021 fue transferido a los Musketeers de la Universidad Xavier, donde jugó dos temporadas más, en las que promedió 13,8 puntos, 7,6 rebotes y 1,6 asistencias por encuentro.

#### Estadísticas
| Año     | Equipo | PJ       | PT       | MPP      | %TC      | %3P      | %TL      | RPP      | APP      | ROB      | TPP      | PPP      |
| ------- | ------ | -------- | -------- | -------- | -------- | -------- | -------- | -------- | -------- | -------- | -------- | -------- |
| 2017–18 | Iowa   | 33       | 14       | 15.7     | .443     | .333     | .755     | 2.8      | 1.0      | .6       | .8       | 5.7      |
| 2018–19 | Iowa   | Redshirt | Redshirt | Redshirt | Redshirt | Redshirt | Redshirt | Redshirt | Redshirt | Redshirt | Redshirt | Redshirt |
| 2019–20 | Iowa   | 6        | 5        | 14.7     | .364     | .214     | .750     | 3.8      | 1.5      | .2       | .0       | 5.0      |
| 2020–21 | Iowa   | 22       | 0        | 15.9     | .445     | .298     | .829     | 5.3      | 1.3      | .3       | .9       | 7.1      |
| 2021–22 | Xavier | 36       | 19       | 26.5     | .548     | .365     | .706     | 7.4      | 1.1      | .7       | 1.4      | 13.4     |
| 2022–23 | Xavier | 34       | 34       | 29.0     | .511     | .366     | .673     | 7.7      | 2.1      | .9       | 1.2      | 13.8     |
| Total   | Total  | 70       | 53       | 27.7     | .528     | .365     | .692     | 7.6      | 1.6      | 0.8      | 1.3      | 13.6     |

### Profesional
Tras no ser elegido en el Draft de la NBA de 2023, disputó la Liga de Verano de la NBA con los Detroit Pistons. El 1 de octubre firmó su primer contrato profesional, con el equipo italiano del Scafati Basket de la Lega Basket Serie A. Jugó una temporada en la que promedió 9,2 puntos y 5,5 rebotes por partido.
El 17 de junio de 2024 fichó por el ESSM Le Portel de la LNB Pro A, la primera división francesa.